# 仁義海梅介
仁義海梅介（学名：Hermanites jenyihi）为半花介科海梅介屬下的一个种。